# Симановский, Алексей Алексеевич
Алексе́й Алексе́евич Симановский (1862—1926) — российский революционер, большевик.

## Биография
Алексей Алексеевич Симановский родился в 1862 году. Трудовую деятельность начал в двенадцатилетнем возрасте в качестве прядильщика, позднее работал токарем. Участвовал в первых революционных кружках, созданных в Костроме. В 1881 году за отказ принять присягу Александру III Симановский был арестован и уволен с работы. Участвовал в событиях Первой русской революции в Костроме, был членом Костромского стачечного комитета, членом Костромского Совета рабочих депутатов, вновь был арестован, год находился в тюремном заключении. Впоследствии ещё дважды отбывал наказание в тюрьме.
После Февральской революции Симановский возглавил Костромской профсоюз металлистов, а после установления Советской власти стал руководителем Костромского губернского профсовета. Избирался членом Костромского горисполкома. Скончался 20 мая 1926 года, похоронен у братской могилы периода Великой Отечественной войны на проспекте Мира в Костроме.
Сын — Григорий Алексеевич Симановский — революционер, погиб при подавлении Ярославского восстания 1918 года.